# Parc national Hunsrück-Hochwald
Le parc national Hunsrück-Hochwald (allemand : Nationalpark Hunsrück-Hochwald) est un parc national situé en Allemagne, dans la région du massif de Hunsrück en Rhénanie-Palatinat et en Sarre. Le parc a été créé en mars 2015 et est donc le parc national le plus récent du pays. Il protège près de 10 000 hectares de forêts, de plaines et de champs.

## Localisation

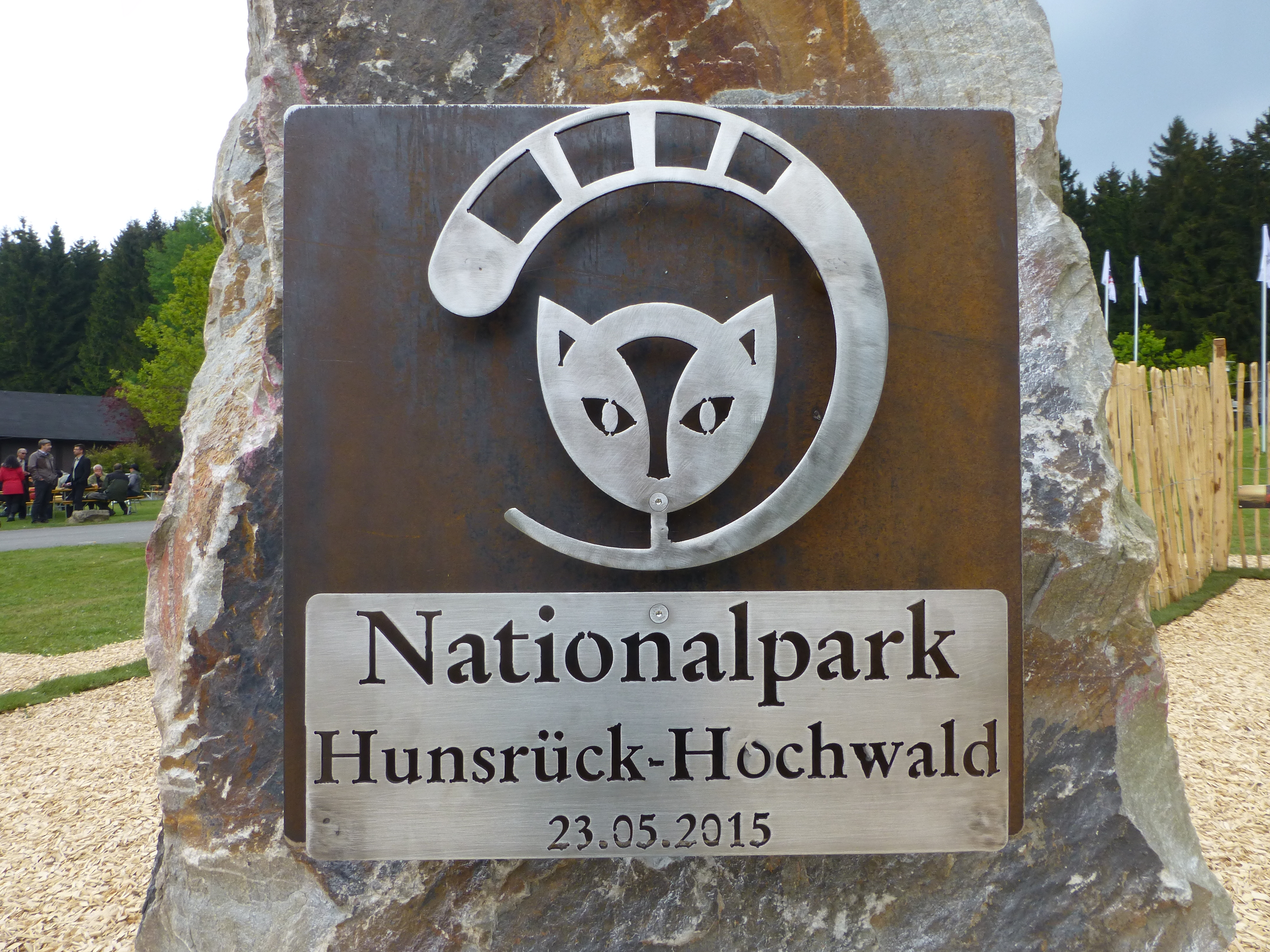
Panneau du parc
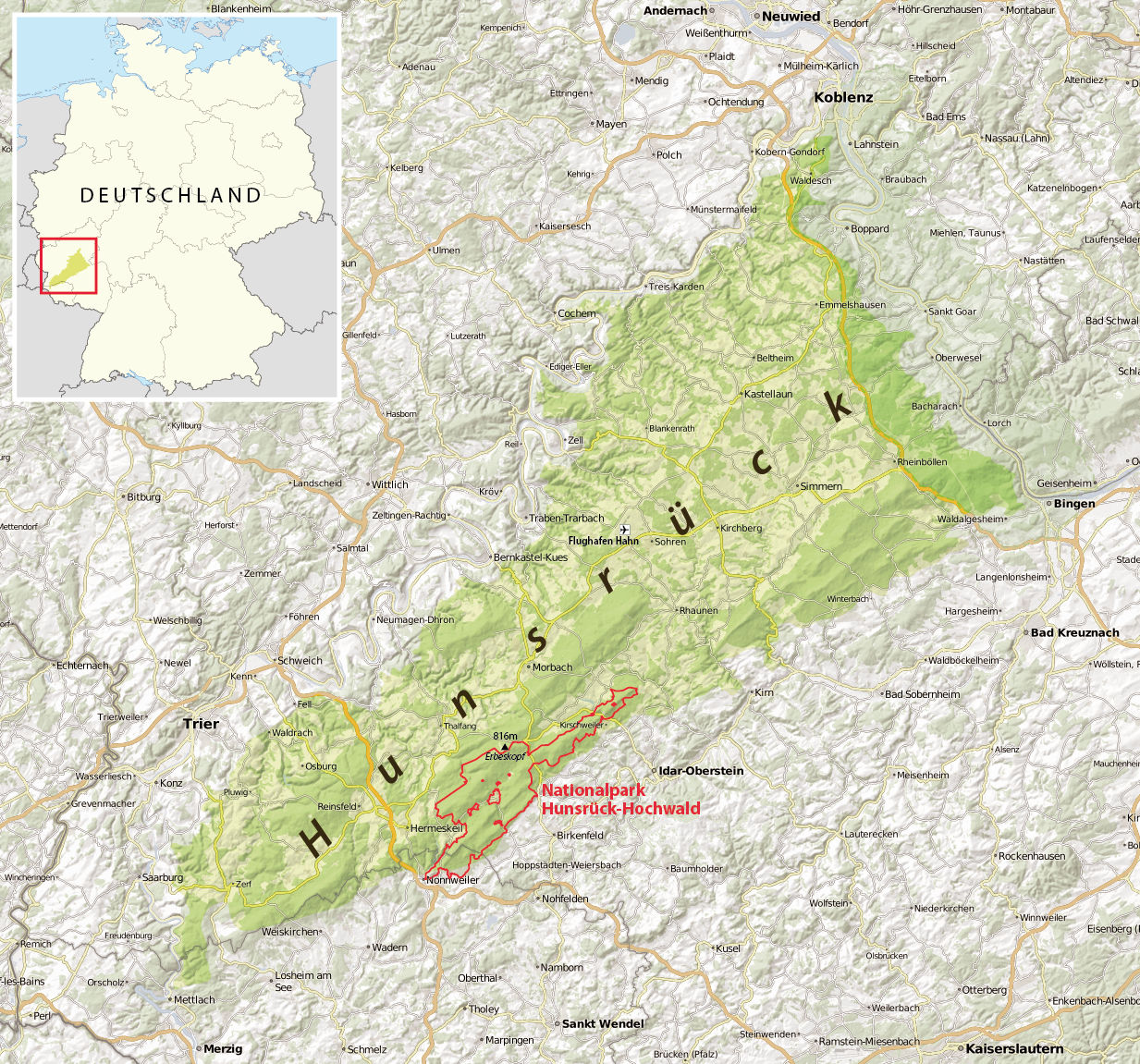
Carte du Hunsrück
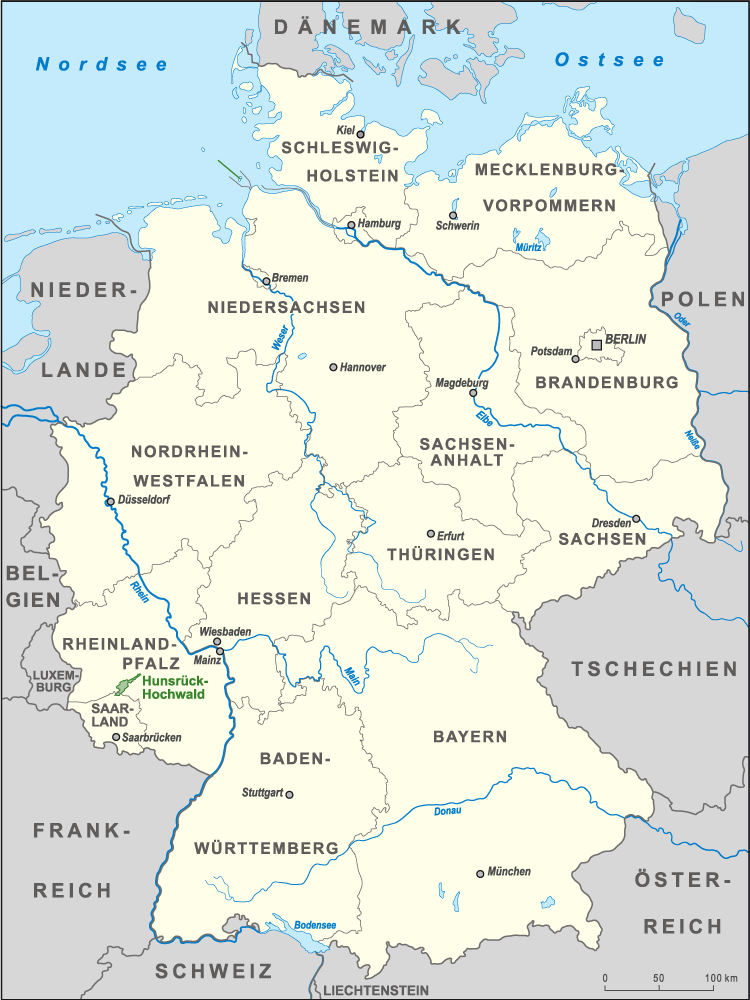
Emplacement du parc en Allemagne

## Galerie

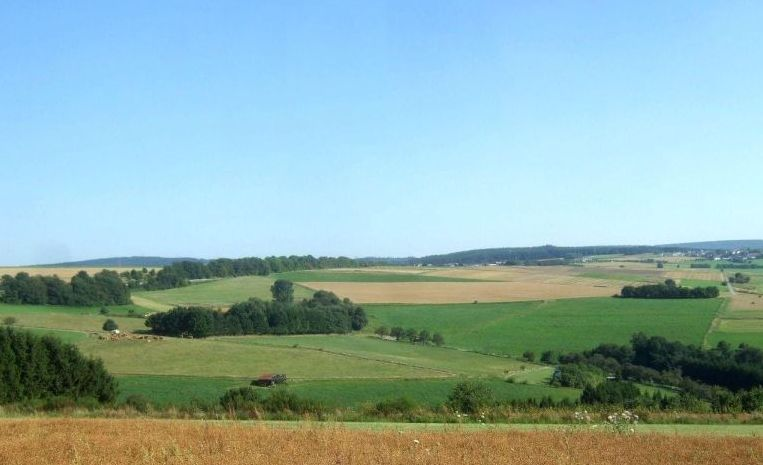
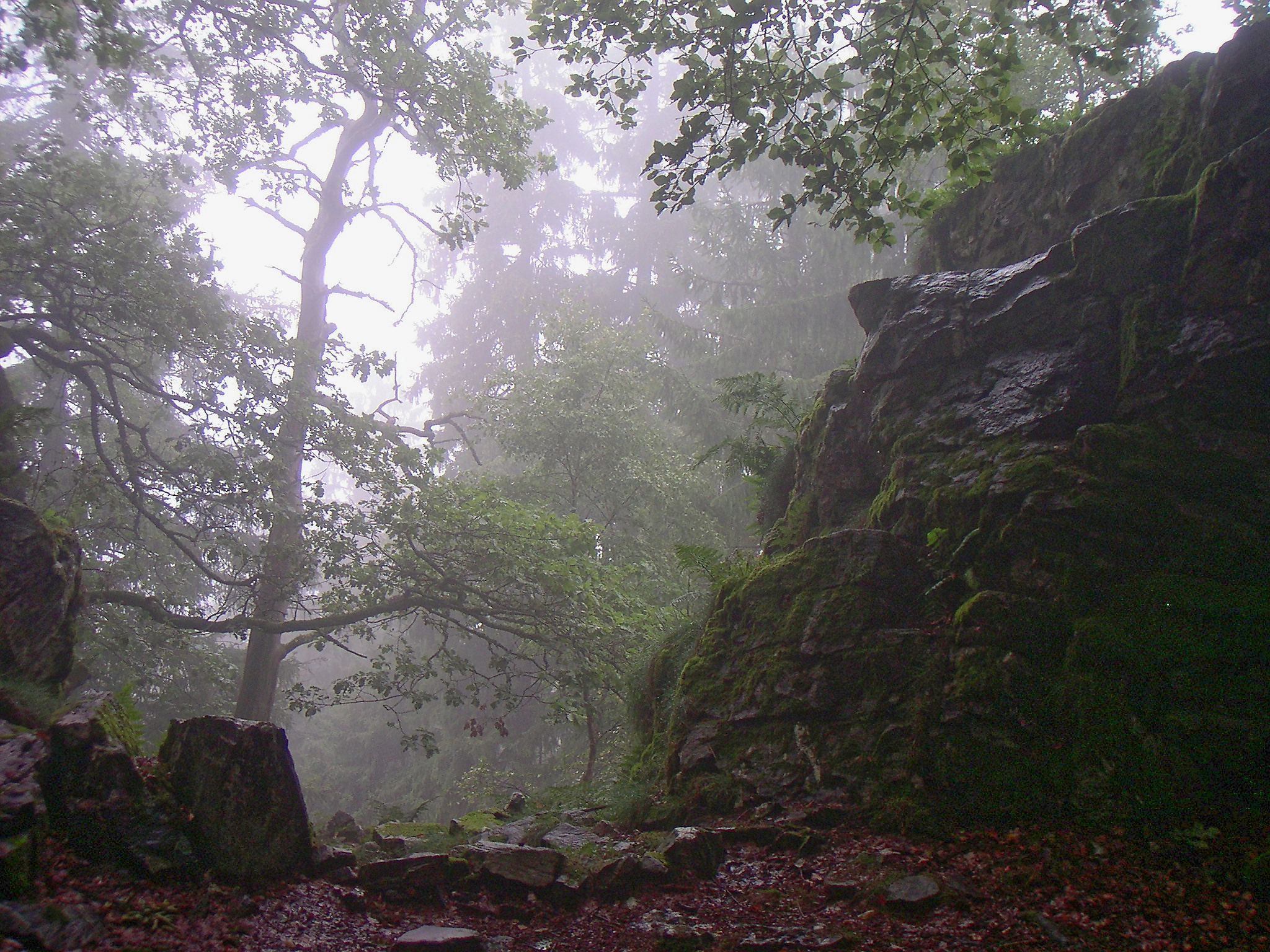
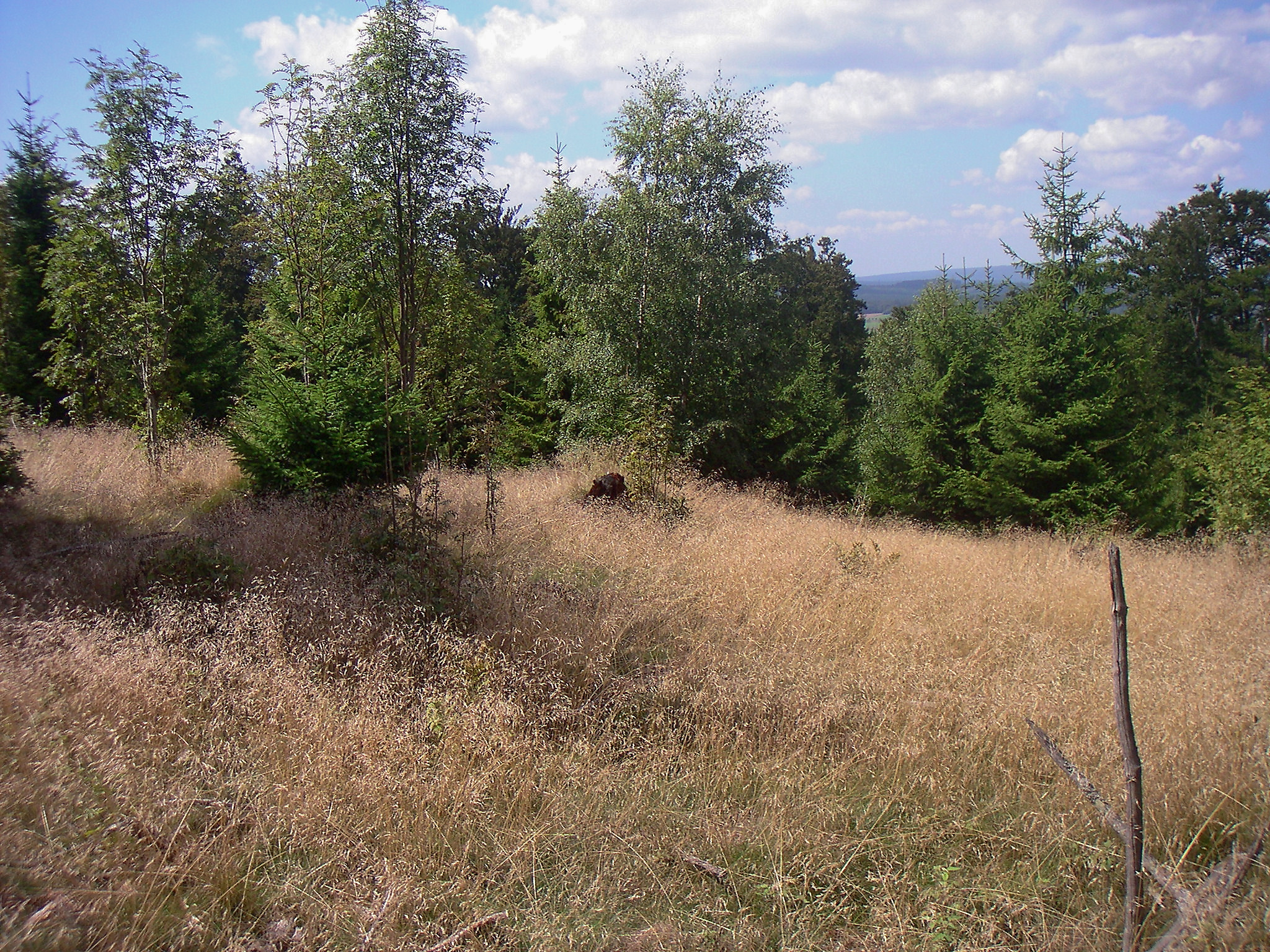
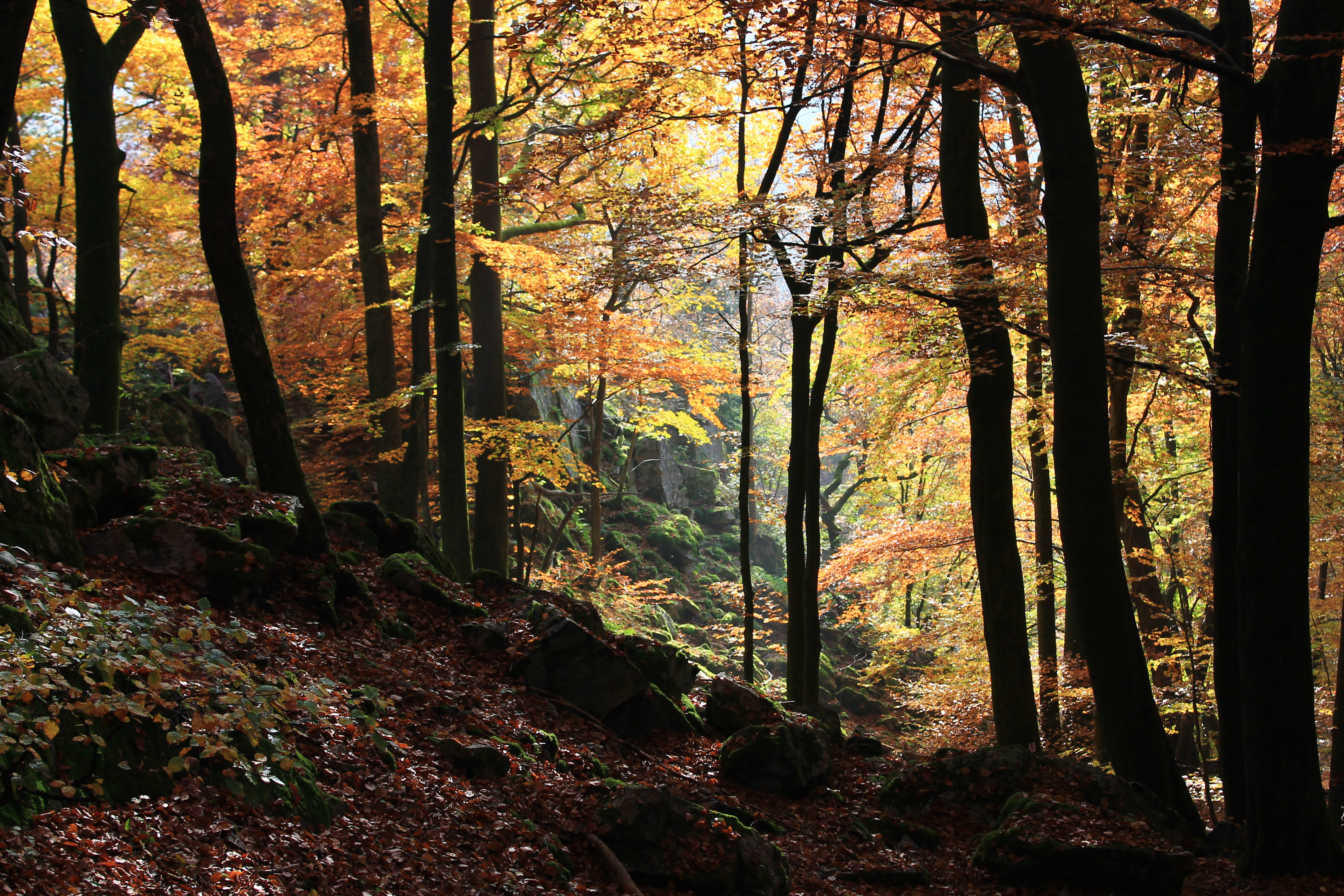
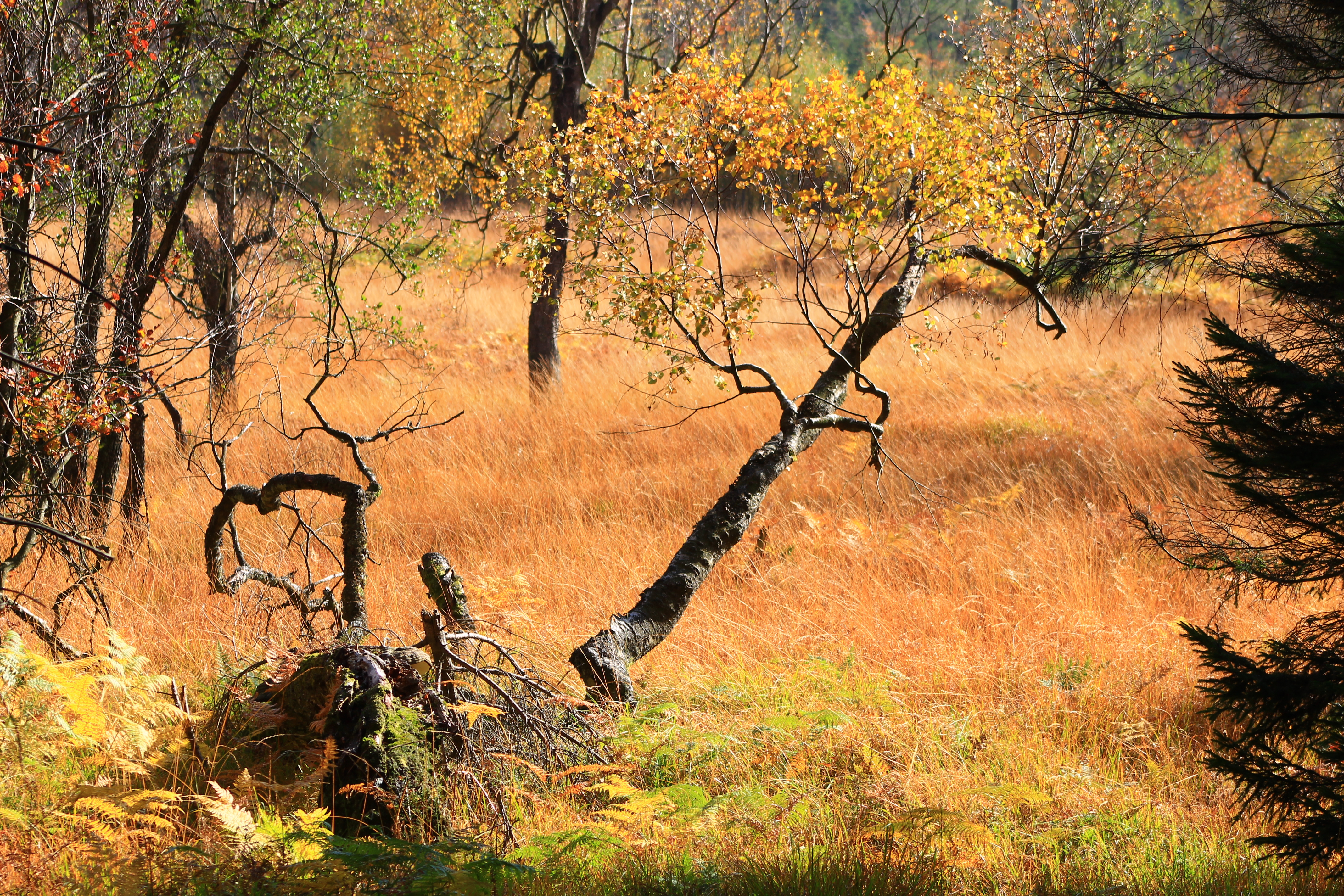
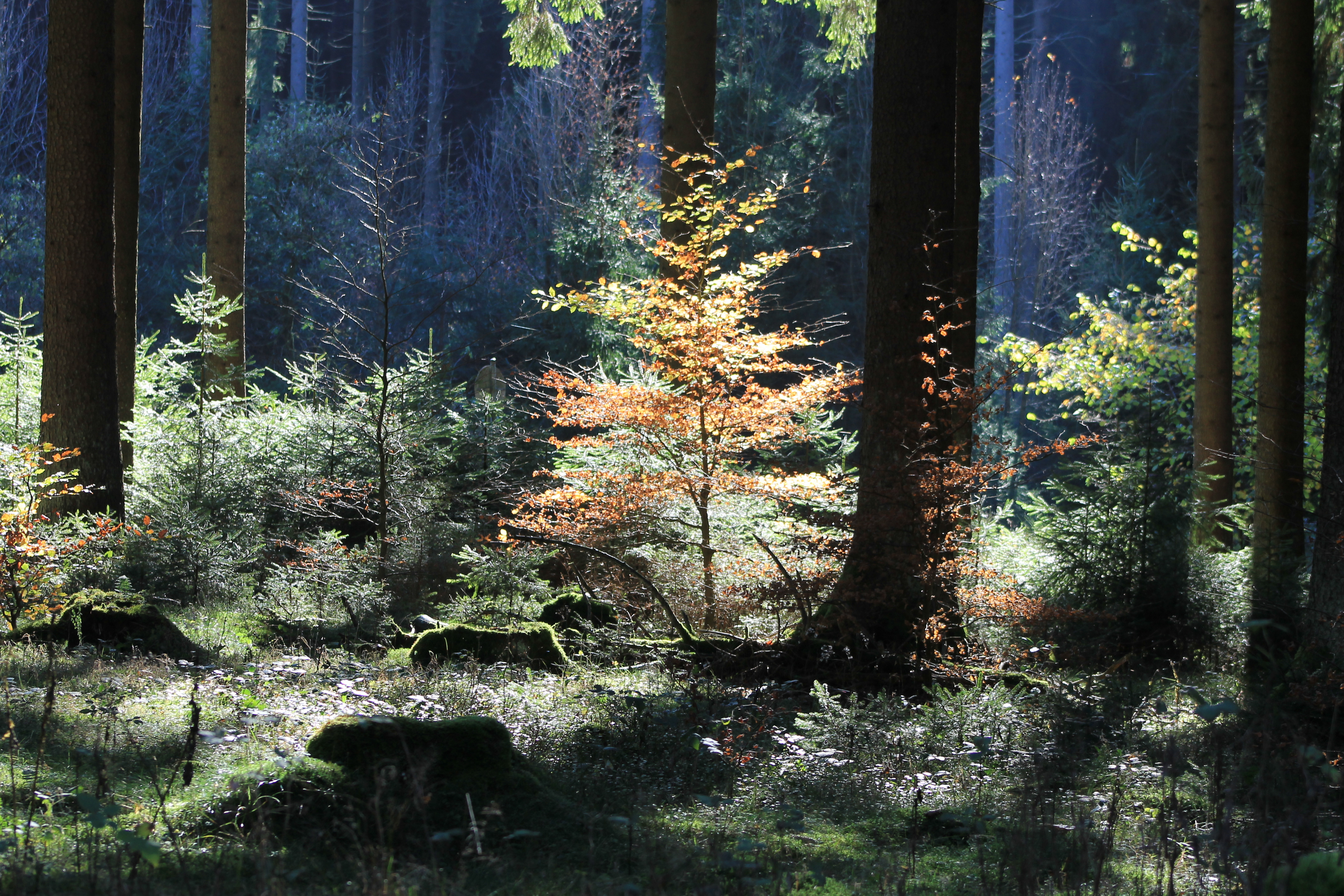